# Грибанов Сергій Олегович
Грибанов Сергій Олегович (17 листопада 1981, Маріуполь) — український футболіст, нападник.

## Кар'єра
Футбольній майстерності навчався в маріупольській ДЮСШ та футбольній школі донецького «Шахтаря».
Футбольну кар'єру починав у фарм-клубах «Шахтаря» — «Шахтар-2» і «Шахтар-3». У 2002–2005 роках виступав за клуб рідного міста — «Іллічівець». Першу половину 2006 року був гравцем сімферопольської «Таврії», другу половину року перебував у алчевській «Сталі». 2007 провів у складі дніпродзержинської «Сталі».
На початку 2008 року відправився в азербайджанський чемпіонат, де опинився в бакинському «Олімпіку», проте вже влітку виявився знову на українській землі. Сезон 2008/2009 грав за харківський «Геліос». У сезоні 2009/2010 був гравцем чернігівської «Десни».
На початку 2011 року знову опинився за кордоном, цього разу у першості Узбекистану, де захищав кольори самаркандського «Динамо», але влітку цього ж року перейшов в «Севастополь». На початку 2012 року знову опинився в «Десні».
З літа 2012 року — в донецькому «Олімпіку».